# Bryce Miller
Bryce Miller (Mount Pleasant, Texas, 23 de agosto de 1998) es un jugador profesional estadounidense de béisbol que se desempeña en la posición de lanzador en Seattle Mariners, equipo de las Grandes Ligas de Béisbol (MLB).

## Carrera
Fue seleccionado en la cuarta ronda en el Draft de la MLB de 2021. En 2023 hizo su debut profesional con el equipo Seattle Mariners, donde lleva jugando una temporada.